# Dalila Rugama
Olivia Dalila Rugama Carmona, conocida como Dalila Rugama (Managua, 9 de abril de 1984) es una deportista y lanzadora de jabalina nicaragüense. Representó a Nicaragua en los Juegos Olímpicos de Atenas en 2004. Registró su propio récord de 55.28 metros en el lanzamiento de jabalina de mujeres en los Juegos Bolivarianos de 2007, en Caracas, Venezuela. Doce veces ganadora de Medalla de Oro en los Campeonatos Centroamericanos de Atletismo.

## Primeros años
Dalila Rugama empezó jugando voleibol con el Colegio “Gustavo Carrión” de Villa El Carmen. Mientras cursa el segundo año de secundaria,  su familia decide trasladarse a Managua y ella empieza sus estudios en el Colegio Bautista de Managua.  Durante una clase de educación física, el profesor Héctor Vanegas tras verla lanzar una jabalina por primera vez, la invita a integrarse al equipo de atletismo, y pasa a ser su entrenador.
A los 17 años, mientras cursa su cuarto año de secundaria, participa de los VII Juegos Centroamericanos del año 2001, en Guatemala y con un lanzamiento de 44.16 metros no sólo gana Medalla de Oro sino que establece un nuevo récord para los Juegos Centroamericanos en categoría femenina.

## Carrera profesional
En noviembre del 2002 participa del XXII Torneo Internacional Cementos Progreso de Guatemala, donde realiza un lanzamiento de 50.61 metros, superando el anterior récord del istmo (49.90) impuesto por la también nicaragüense Ana Valle, en 1986.
En 2003 recibe de la Federación Nicaragüense de Atletismo el premio a la Mejor Atleta del año.
Forma parte del equipo de atletas nicaragüenses que participan de los Juegos Olímpicos de Atenas en 2004; aunque no clasifica en la primera ronda, quedando en el puesto número 40, implanta una nueva marca nacional y centroamericana con un lanzamiento de 51.42 metros en una prueba oficial. 
En 2005 gana 3 Medallas de Oro, como parte del equipo de Atletismo de la Universidad Politécnica de Nicaragua, en el Campeonato Nacional Universitario de Atletismo, en las categorías Salto Largo (4.51 metros), Lanzamiento de Bala (11.33 metros) y Lanzamiento de Jabalina (45.89 metros).
Participa de los II Juegos de la Alternativa Bolivariana para las Américas (Alba) en mayo de 2007: donde realiza un lanzamiento de 55.28 metros, el lanzamiento más largo de su carrera hasta la fecha. Sin embargo, este lanzamiento aunque reconocido por la Federación Nicaragüense de Atletismo (FNA); no es reconocido por la Federación Internacional de Atletismo (IAAF). 
En septiembre de ese mismo año participa del XI Campeonato Mundial de Atletismo, que se realiza en Osaka, Japón; donde registra 53.22 metros, y aunque se sitúa en el puesto 15 entre las 17 competidoras en su grupo, logra la mejor marca para una jabalinista nicaragüense en eventos oficiales de la IAAF.
Viaja a Cuba con el objetivo de intensificar su entrenamiento y superar su propio récord previo a los Juegos Olímpicos de Pekín en 2008. Durante un entrenamiento sufre una lesión en su codo derecho, y a pesar de contar con la aprobación de sus entrenadores y del Cómite Olímpico de Nicaragua; decide no participar para no causarse un daño permanente.
Regresa a las competencias a nivel nacional ganando Medallas de Oro en los Campeonatos Centroamericanos de Atletismo de 2010 y 2011. Se retira en 2012 para dar a luz a su primera hija Karlys Helena.
En 2013 fue la única atleta nicaragüense en ganar una Medalla de Oro en el Cuarto en el Campeonato Centroamericano de Atletismo, Categoría Mayor; realizado en Managua; en la categoría Lanzamiento de Jabalina con 50.61 metros. En 2015 vuelve a ganar Medalla de Oro en la misma competencia, con un lanzamiento de 48.65 metros. 
Participa de los Juegos Panamericanos de Toronto en 2015, en dónde la irregularidad del viento en el local dónde se realizan las pruebas le impide dejar registrada su marca previo a las competencias: por lo que queda descalificada. 
Aunque formaba parte de la delegación de atletas que participaron de los Juegos Olímpicos de Río de Janeiro 2016, días antes del viaje le fue notificado que no cumplía con los requerimientos del Comité Olímpico ya que exige como marca clasificatoria un lanzamiento de 62 metros, una distancia que todavía no ha alcanzado.